# Chiesa di San Leonardo (Manciano)

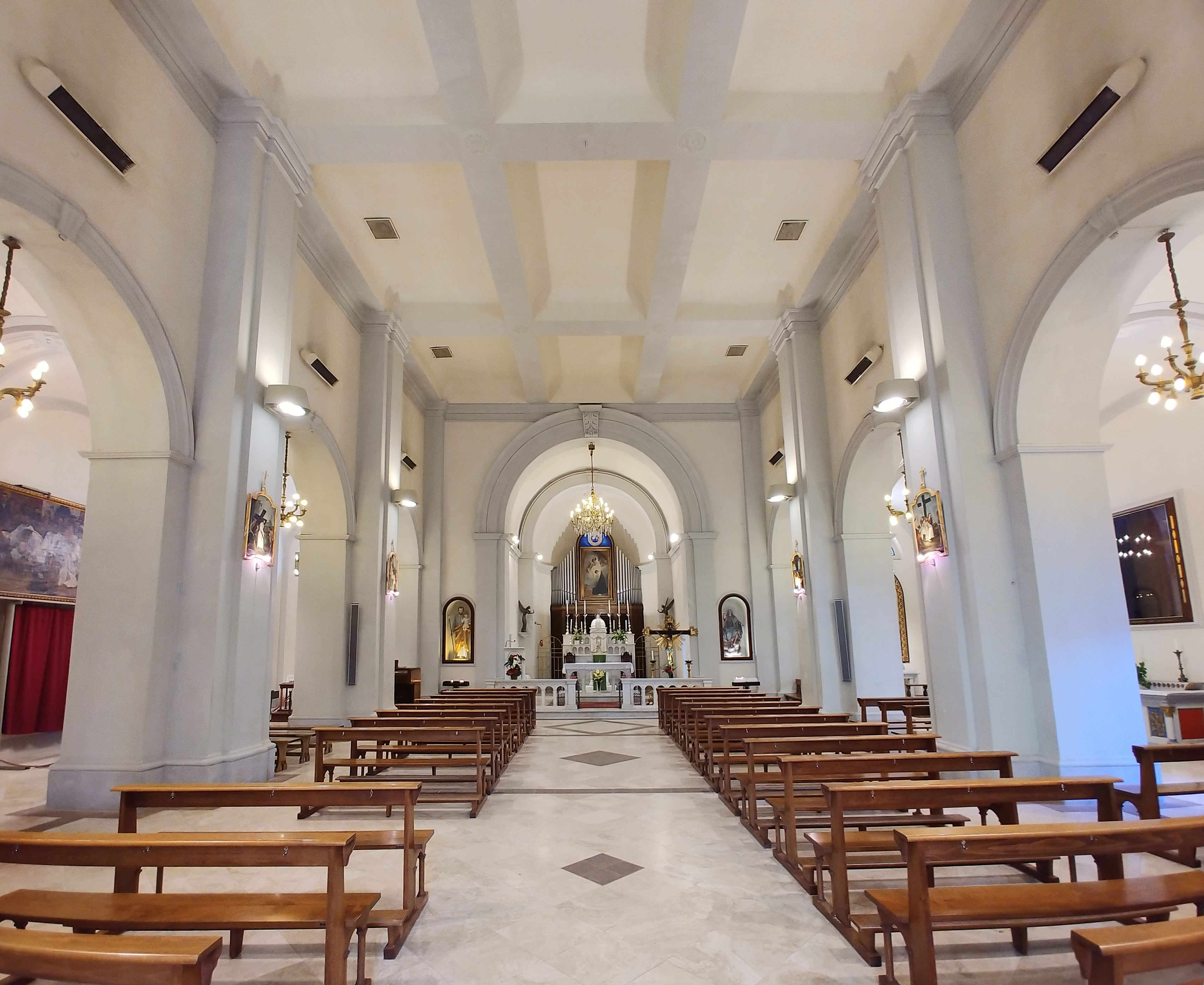
Interno

La chiesa di San Leonardo è il principale luogo di culto cattolico di Manciano, in provincia di Grosseto, sede dell'omonima parrocchia appartenente alla diocesi di Pitigliano-Sovana-Orbetello.

## Storia
La chiesa sorse in epoca medievale, quasi certamente nella prima metà del XIV secolo, quando doveva presentarsi in stile romanico-gotico.
Nel corso dei secoli successivi, l'edificio religioso è andato incontro ad una serie di interventi di ristrutturazione, effettuati in epoche diverse, che ne hanno completamente modificato l'aspetto originario. Nel XVIII secolo furono effettuate le maggiori modifiche di ampliamento. Il campanile, pur essendo stato rialzato in epoche seguenti, è rimasto pressoché inalterato nel corso del tempo, conservando gran parte degli elementi stilistici medievali.

## Descrizione
La facciata della chiesa di San Leonardo si presenta spartita da due colonne mediali e da due lesene laterali, culminanti con capitelli che sostengono, alla sommità, un doppio timpano triangolare. Il portale è affiancato da due nicchie, che si aprono tra le colonne mediali e le lesene laterali, dove sono collocate statue di santi. Al di sopra del portale e delle nicchie laterali si aprono tre finestre di forma quadrangolare.
Sul lato destro, proprio di fianco alla facciata, si innalza la torre campanaria, che conserva gran parte degli originari elementi stilistici medievali. Il campanile è caratterizzato da strutture murarie in conci di pietra, ripartito in più ordini da cordonature, con una serie di monofore con archi a tutto sesto che si aprono ai livelli superiori; la parte alta culmina con una merlatura sommitale.
L'interno della chiesa, spartito in tre navate, è chiuso dall'abside semicircolare. Vi sono custoditi un pregevole fonte battesimale del XIV secolo, un'acquasantiera, il dipinto raffigurante San Leonardo che venera la Sacra Famiglia, realizzato nel 1894 dal pittore mancianese Paride Pascucci e situato alle spalle dell'altare maggiore, e varie opere d'arte di epoca moderna. L'organo a canne venne costruito dalla ditta Mascioni nel 1942 (opus 563) e dispone di 13 registri su due manuali e pedale.